# Goanikontes

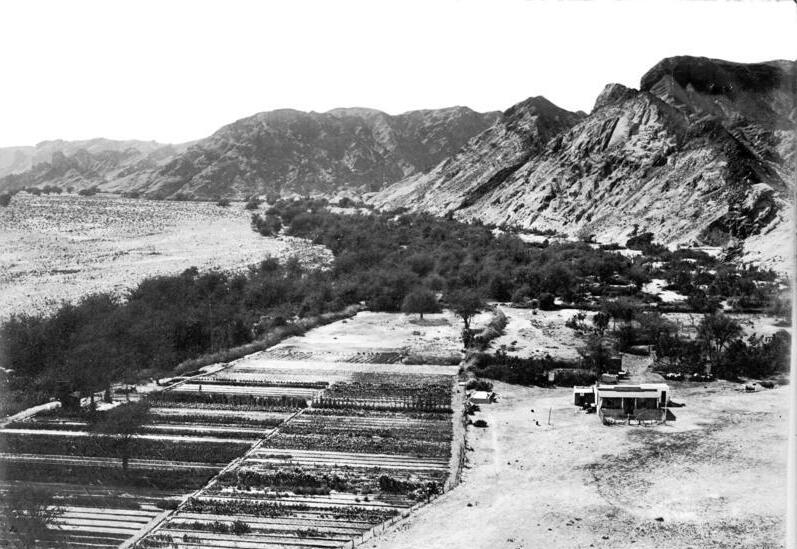
Gemüseanbau in Goanikontes (Anfang 20. Jhd.)

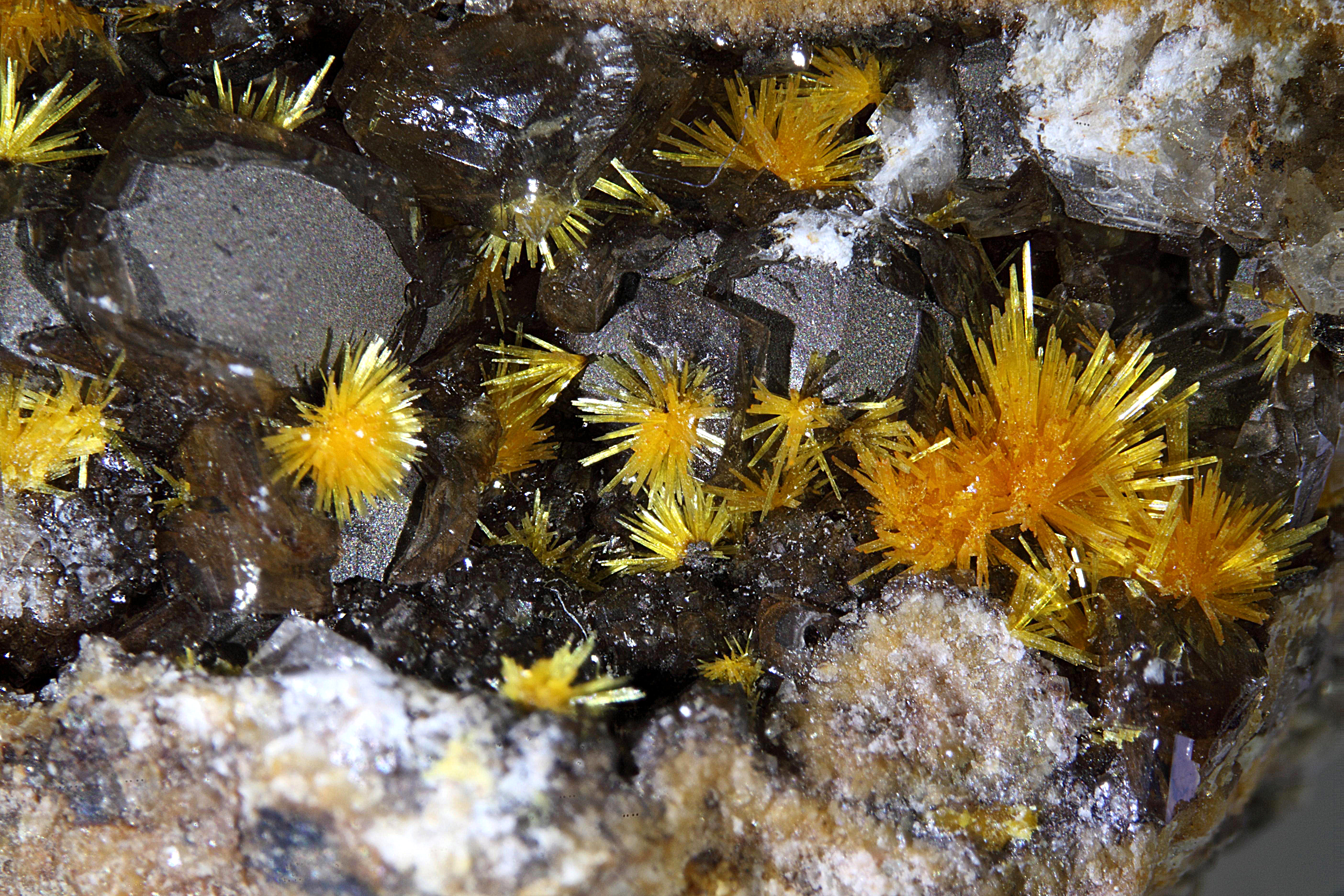
Boltwoodit

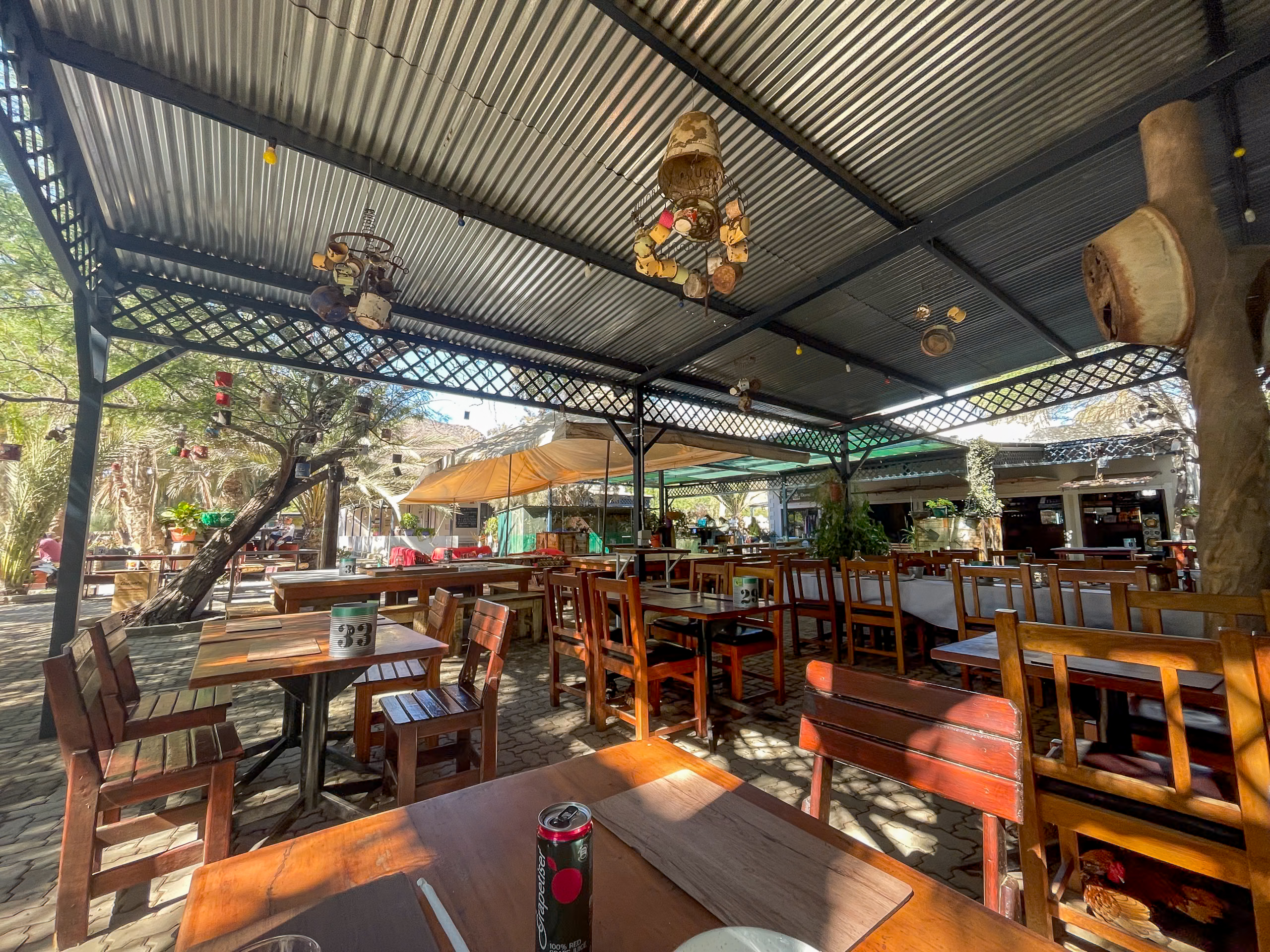
Restaurant von Goanikontes (2024)

Goanikontes ist eine Oase und Farm in Namibia. Sie liegt als Flusswasseroase am Swakop inmitten der Namib, verfügt jedoch auch über offenes Quellwasser (Quellwasseroase).
Auf der gleichnamigen Farm wurde bereits Anfang des 20. Jahrhunderts Gemüseanbau betrieben. Hier befand sich zudem eine Station der Schutztruppe, die auch die heute noch dort zu sehenden Gummibäume und Palmen anpflanzte. Bereits 1893 soll Leutnant Kurd Schwabe hier eine Militärstation errichtet haben.
In der Umgebung wird der sehr seltene Boltwoodit in gut ausgebildeten Kristallen gefunden. Goanikontes liegt unweit des touristisch ebenfalls interessanten Welwitschia-Drive und der Mondlandschaft. Das historische Farmhaus beherbergt ein Restaurant, das zu einem Unterkunftsbetrieb gehört. Die Farm kann sowohl von Tagesbesuchern als auch Übernachtungsgästen besucht werden. Darüber hinaus gibt es einen kleinen „Streichelzoo“ mit verschiedenen Haustieren.